# Sociedade Esportiva Vila Aurora
La Sociedade Esportiva Vila Aurora, noto anche semplicemente come Vila Aurora, è una società calcistica brasiliana con sede nella città di Rondonópolis, nello stato del Mato Grosso.

## Storia
Il club venne fondato il 5 maggio 1964. Il Vila Aurora ha vinto il Campeonato Mato-Grossense Segunda Divisão nel 1989, il Campionato Mato-Grossense nel 2005, e la Copa Governador de Mato Grosso nel 2009. Il Vila Aurora ha partecipato alla Coppa del Brasile nel 2006, dove fu eliminato al primo turno dal Santa Cruz. Il club ha partecipato al Campeonato Brasileiro Série D nel 2010, dove fu eliminato ai quarti di finale dal Guarany de Sobral. Ha partecipato al Campeonato Brasileiro Série D 2011, dove fu eliminato alla prima fase.

## Palmarès

### Competizioni statali
- Campionato Mato-Grossense: 1

2005
- Campeonato Mato-Grossense Segunda Divisão: 1

1989
- Copa Governador de Mato Grosso: 1

2009